# Melissa Horn
Astrid Melissa Edwarda Horn Weitzberg és una cantant sueca de música pop nascuda el 8 d'abril del 1987. És filla de la cantant Maritza Horn.
Discografia:
- Långa nätter (2008)
- Säg ingenting till mig (2009)
- Innan jag kände dig (2011)
- Om du vill vara med mig (2013)
- Jag går nu (2015)
- Konstgjord andning (2019)